# 本覚克己流
本覚克己流和（ほんがく こっきりゅう やわら）は弘前藩で創始され、伝えられてきた柔術を基本とした総合武術の流派。
正式名称は本覚克己流和（ほんがく こっきりゅう  やわら）である。

## 歴史と伝承
創始者は弘前藩士添田儀左衛門貞俊（1701年7月4日没）。心極流、及び荒木流など諸流派の技を基に、弟子の津軽玄蕃とともに工夫を加えて創始された。
中でも心極流の影響を強く受けており、流祖を心極流の創始者である宮川夢仁斎秀正（秀政）としている。
本覚克己流和の柔術は「やわら」（「和術」あるいは単に「和」）と呼ばれ、立ち技・寝技のほかに当て身・逆手のような打撃や武器（剣術、棒術、特殊な十手、手裏剣、鎖鎌など）使用も含む総合武術であった
。
弘前藩でのみ伝承され、弘前藩校「稽古館」の武道の教授にも取り入れられていた。
1894年（明治27年）には、旧弘前藩士の添田定吉が本覚克己流和術道場「東岳館」を開いたが、1901年（明治34年）頃より講道館流柔道が普及し始めると、他の古武術流派と共に衰えた。
海外で柔道の普及に努め、ブラジル・サンパウロに道場を開いた前田光世は、旧制弘前中学校で本覚克己流柔術を習っていたが、1906年（明治39年）弘前の道場「求堂館」に招かれ講道館柔道を指導している。

1895年（明治28年）県立一中（旧制弘前中学校）の新年会で斎藤茂兵衛門下の生徒たちが本覚克己流を演武した。
1911年（明治44年）大日本武徳会青森県支部と弘前士族の県会議員により弘前公園内に武徳殿が建てられた。落成式には多数の来賓を集め盛大に行われ、本覚克己流・講道館柔道・日下新流の型が演武された。本覚克己流は宮本源五郎と福士敬太郎が出場した。1913年10月12日（大正2年）に行われた大日本武徳会青森県支部記念大会で宮本源五郎と福士敬太郎が本覚克己流を演武した。以降も大日本武徳会青森県支部の大会で本覚克己流が演武されている。
1915年1月7日（大正4年）に陽明館道場で行われた求道館再興記念柔道大会で添田定吉と三浦良七が本覚克己流を演武した。これ以降も求道館の諸行事で本覚克己流が演武されている。

1930年11月3日（昭和5年）に東京日比谷公会堂で行われた明治神宮鎮座十周年記念奉納武道形演武大会で宮本源五郎と三浦良七が本覚克己流を演武した。これにより1931年2月（昭和6年）明治神宮宮司の一戸兵衛より宮本源五郎と三浦良七に感謝状が贈られた。

1936年9月4日（昭和11年）宮本源五郎と福士敬太郎の発起で西茂守町隣松寺において開祖の添田儀左衛門と津軽玄蕃の霊を慰めるために本覚克己流流祖祭が行われた。当日は隣松寺住職の高杉真竜の読経、笹森順造の祭文朗読、宮本源五郎による本覚克己流の清浄霊剣が行われ、最後に開祖の添田儀左衛門と津軽玄蕃の墓前で記念撮影をした。
1968年7月19日（昭和43年）西ドイツスポーツユーゲントの指導者5名が弘前市を訪れ武徳殿で大津育亮一門の本覚克己流演武を見学した。スポーツユーゲント団長のキルシュは「ヤワラの演武を見せていただいてありがとう。ヤワラを始めて見る機会を得て大変嬉しい。」と語ったという。
1970年（昭和45年）8月27日の日本万国博にて日本武道祭がお祭広場で行わた。演武の依頼があったため、式次第の演武第三部にて大津育亮・柴田曠作・大津浩一の三名でお祭広場の中央で演武を披露している。当時の資料も一部現存している。
1977年～1978年（昭和52年～53年）頃までは稽古されており、1979年（昭和54年）には日本古武道協会が主催する第二回日本古武道演武大会にも出場した。第二回日本古武道演武大会では大津育亮門下の工藤策生と尾崎幸雄が出場し、腕流3本目・腕流6本目・木末倒・左右向肢折・朽木倒・紅葉捨を演武した。
2025年からは「津軽伝統の古武術 本覚克己流和 /柴田伝・保存会」が発足し武術の復元・歴史の保存活動・当時の情報の裏付け作業を行っています。この会の伝承経緯は下記の通りである。第11代師範の大津育亮（おおつ やすすけ） が亡くなる数年前に、三番弟子で1954年（昭和29年）に「許状」を承っていた柴田曠作（しばたこうさく）に「後を頼む（次期 第十二代師範）」と柴田家にお越しになられ託されました。これは秘密裏に行われており大津家ご家族の一部の方と柴田家しか知りえない事実とされている。当時の一番弟子（大津師範の従兄弟）だった方にも取材を行っているが、知らなかったと裏付けを取っている。柴田曠作の長男が多くの関係者の協力を得ながら会長として作業活動をしている。
※間違った一次情報源と思われる書籍を見つけました。「弘前柔道協会　創立九十周年記念　弘前柔道史」。間違い箇所「①小中学生を対象に本覚克己流の指導をし、」「②氏の死亡により後継者が無く、流派が絶えたことは残念である。」（発行者：石岡 頁、署名：弘前柔道史、出版社名：弘前柔道協会、発行年：平成三年七月十日、引用ページ：P234,本覚克己流第十一代師範　大津育亮氏逝去）
①について正確には、小中学生も指導していましたが主には大人である。そうでなければ昭和54年の第二回日本古武道演武大会に小中学生が出場した事になります。　②について正確には、大津育亮師範は全てをやり切って他界しております。亡くなった後も公では無いものの平成元年くらいまでは伝承の活動を続けていました。したがって大津師範が亡くなった事が原因で活動が停止になったわけではありません。
「津軽伝統の古武術 本覚克己流和 /柴田伝・保存会」は2025年または2026年に本覚克己流和を受け継いだ親を持つ子供の視点での一般常識を超えた日々の生活を視点にした書籍出版を計画しています。

## 系譜
- 添田儀左衛門貞俊
- 添田弥兵衛貞和
- 添田理兵衛貞嘉
- 添田定兵衛貞和
- 添田伝九郎貞和
- 添田寅蔵貞次
- 添田弥兵衛貞勝
- 添田章太郎貞久
- 添田定吉貞勝
- 宮本源五郎貞利
- 大津育亮貞嗣
- 柴田曠作貞育

### 出」
1. ↑  大事典 1969, p. 658.
2. 1 2 3  弘前市史編纂委員会 編『弘前市史 明治・大正・昭和編』弘前市、1964年、p421-422
3. ↑  山上笙介 著『つがるの夜明け 続(よみもの津軽藩史中巻) 改訂2版』陸奥新報社、1975年
4. ↑  宮崎道生 著『青森県近代史年表』青森県、1973年
5. ↑  講道館, ed (1995-07). 柔道. 66. doi:10.11501/6073739.
6. 1 2 3 4 5 6 7  弘前柔道協会 編『弘前柔道史』弘前柔道協会、1991年
7. ↑  空道館追悼記編集委員会 編『一隅を照らす 万象清水敏之の生涯』空道館、1984年
8. ↑  『弘前柔道協会　創立九十周年記念　弘前柔道史』弘前柔道協会、平成三年七月十日  平成三年、P234頁。「本覚克己流第十一代師範　大津育亮氏逝去」